# Indian Telephone Industry
Indian Telephone Industry là một thị trấn thống kê (census town) của quận Gonda thuộc bang Uttar Pradesh, Ấn Độ.

## Nhân khẩu
Theo điều tra dân số năm 2001 của Ấn Độ, Indian Telephone Industry có dân số 9547 người. Phái nam chiếm 51% tổng số dân và phái nữ chiếm 49%. Indian Telephone Industry có tỷ lệ 87% biết đọc biết viết, cao hơn tỷ lệ trung bình toàn quốc là 59,5%: tỷ lệ cho phái nam là 89%, và tỷ lệ cho phái nữ là 85%. Tại Indian Telephone Industry, 11% dân số nhỏ hơn 6 tuổi.